# Michail Gerzowitsch Kljazkin
Michail Gerzowitsch Kljazkin (russisch Михаил Герцович Кляцкин; * 15. Februar 1897 in Warschau; † 14. April 1926 in Moskau) war ein Moskauer Schachspieler, der aus Polen stammte.
Kljazkin erreichte 1920 den geteilten ersten Platz der Amateurgruppe in der ersten Allrussischen Schacholympiade in Moskau. Er wurde 1922 Fünfter im Frühjahresturnier der zehn besten Moskauer Spieler. Bei den Moskauer Stadtmeisterschaften belegte er 1920 und 1921 jeweils den vierten Platz, 1922 den sechsten bis siebten Platz, 1924 den siebten bis achten Platz. Er verstarb während der Moskauer Meisterschaft 1926 an den Folgen einer Tuberkuloseerkrankung, wodurch er keine Platzierung erhielt.
Kljazkins Name war mit der Schacheröffnung 1. e4 Sf6 verbunden, die inzwischen als Aljechin-Verteidigung bekannt wurde. Im russischen Raum wird sie wegen Kljazkins Wirkungsort oftmals als Moskauer Verteidigung bezeichnet. Die Verteidigung wurde bereits seit dem frühen 19. Jahrhundert gespielt, jedoch unabhängig voneinander durch Kljazkin und Aljechin popularisiert.
Kljazkin war auch als Verfasser einiger Schachstudien bekannt, die vorwiegend in Schachmaty erschienen.
|   | a | b | c | d | e | f | g | h |   |
| 8 |   |   |   |   |   |   |   |   | 8 |
| 7 |   |   |   |   |   |   |   |   | 7 |
| 6 |   |   |   |   |   |   |   |   | 6 |
| 5 |   |   |   |   |   |   |   |   | 5 |
| 4 |   |   |   |   |   |   |   |   | 4 |
| 3 |   |   |   |   |   |   |   |   | 3 |
| 2 |   |   |   |   |   |   |   |   | 2 |
| 1 |   |   |   |   |   |   |   |   | 1 |
|   | a | b | c | d | e | f | g | h |   |

Lösung:

1. c7 Kxc7 Hinlenkung

2. axb6+ Kxb8 Qualitätsopfer

3. b6–b7 Die Bauernumwandlung ist spielentscheidend.